# Victory Belles
『Victory Belles』（ビクトリーベルズ）は、アメリカ合衆国（米国）のBlack Chiken Studiosが2023年にリリースしたスマートフォン用のアプリゲームである。中華圏の艦船擬人化ジャンルにおいて主に使用される略称は艦V。

## 概要
2013年にサービスを開始した日本のブラウザゲーム『艦隊これくしょん -艦これ-』のヒットに端を発し、2014年頃から主に中華圏で「艦これフォロワー」とされる艦船擬人化ゲームが数多く作られたが、本作はそのブームと同時期に米国でKickstarterを利用したクラウドファンディングで開発資金を募った点に違いがある。
開発が始まったのは2015年だが、正式リリースは2023年2月22日でありトータルの開発期間は7年余りに及んでいる。その間に米国では中国製の艦船擬人化ゲームが4タイトル進出したが、その多くは『艦これ』と全く異なるゲームシステムを採用しているのに対し、本作は『戦艦少女R』と同じようにゲームシステムの面においても開発スタート時にブームとなっていた『艦これ』の影響が強くみられるものとなっている。開発チームの一部はキーウに所在し、2022年にロシアがウクライナへ侵攻した影響で一時期は完成が危ぶまれる状態であったことがニュースレターで明かされている。
対応言語は英語のみだが、日本でもApp StoreおよびGoogle Playからダウンロード可能。対象年齢はiOS、Androidのいずれも12歳以上。
2025年7月、同年10月までにサービスを終了することが発表された。以降はDiscordチャンネルを拠点にTRPGとして展開を継続する予定としている。

## 世界観
ヨーロッパでナチス・ドイツ、極東で大日本帝国の拡大主義が世界に暗い影を落としつつあった1939年。9月1日、突如として世界各地の海上から出現した「モルガナ(Morgana)」は地球上の全人類に宣戦布告を行う。
突然の事態に連合国と枢軸国は休戦協定を結び、一致団結して新たな人類の脅威へ立ち向かうことになった。プレイヤーは艦長（Captain）として擬人化した艦船（Belle）たちを指揮し、モルガナの侵略を阻止することが作戦の目的である。

## 登場陣営
ゲーム開始時点では以下の7陣営から所属と初期艦を選択する。他の艦船擬人化作品では艦ごとに別々のイラストレーターがキャラクターデザインを担当しているが、本作では全艦のデザインをSalmon88が手掛けている。また言語については、他の艦船擬人化作品ではリリース地域に関係なく全て日本語なのに対し、本作ではそれぞれの国ごとに別々の言語で話させており、担当声優についても他の艦船擬人化作品では日本人声優が担当しているのに対し、本作では日本人声優は一人も起用されていない（日本艦も日系アメリカ人が演じている。日本在住の外国人を含めてもソ連艦のヴォイコフにロシア出身のジェーニャが起用されている程度）。

### 七大勢力
ゲーム開始時に選択可能な初期艦（太字）が所属する勢力。
アメリカ海軍
| 艦種     | 艦名 | 備考                          |
| -------- | --- | ----------------------------- |
| 戦艦     | ネバダ、アリゾナ、ミシシッピ、テキサス                                                                           |                               |
| 練習戦艦 | リクルート | チュートリアルで登場          |
| 空母     | レキシントン、エンタープライズ                                                                                   |                               |
| 重巡洋艦 | ペンサコーラ、ソルトレイクシティ、ヒューストン、オーガスタ、ニューオーリンズ、ウィチタ、ミネアポリス、アストリア |                               |
| 軽巡洋艦 | ナッシュヴィル、ボイシ、セントルイス                                                                             | ボイシはKickStarter寄付者特典 |
| 駆逐艦   | スチュワート、ハル、マクドゥーガル、マハン、モーリー、ヘンリー、サマーズ                                         |                               |
| 潜水艦   | アルゴノート、ナーワル、ノーチラス                                                                               |                               |

イギリス海軍
英連邦王国のカナダ海軍やオーストラリア海軍、ニュージーランド海軍の艦船も含められている。
| 艦種     | 艦名 | 備考                                |
| -------- | --- | ----------------------------------- |
| 戦艦     | ウォースパイト、ネルソン                                                                                                 |                                     |
| 巡洋戦艦 | フッド、レナウン |                                     |
| 空母     | ハーミーズ、アーク・ロイヤル、グローリアス                                                                               |                                     |
| 重巡洋艦 | シュロップシャー、エクセター                                                                                             |                                     |
| 軽巡洋艦 | デリー、 アキリーズ、 オライオン、パース、 サウサンプトン、 シェフィールド、マンチェスター、 エディンバラ、 ベルファスト | ベルファストはKickStarter寄付者特典 |
| 駆逐艦   | ヴァンパイア、サグネイ、ブルドッグ、コサック、ズールー、ヌビアン、ヴェンデッタ                                           |                                     |
| 潜水艦   | サーモン、アーシュラ |                                     |
| 武装商船 | ラワルピンディ、クイーン・メリー                                                                                         |                                     |

フランス海軍
| 艦種       | 艦名                                                                                           | 備考 |
| ---------- | ---------------------------------------------------------------------------------------------- | ---- |
| 戦艦       | パリ、ダンケルク、プロヴァンス                                                                 |      |
| 空母       | ベアルン                                                                                       |      |
| 重巡洋艦   | シュフラン、アルジェリー                                                                       |      |
| 軽巡洋艦   | ラモット・ピケ、エミール・ベルタン、マルセイエーズ                                             |      |
| 練習巡洋艦 | ジャンヌ・ダルク                                                                               |      |
| 駆逐艦     | レオパール、ヴェルダン、マイレ・ブレゼ、ル・トリオンファン、ル・マラン、ローダシュー、ヴォルタ |      |
| 潜水艦     | シュルクーフ                                                                                   |      |

ソビエト海軍
| 艦種     | 艦名                                                                       | 備考 |
| -------- | -------------------------------------------------------------------------- | ---- |
| 戦艦     | マラート、パリジスカヤ・コムーナ                                           |      |
| 重巡洋艦 | クラースヌイ・カフカース、キーロフ、ヴォロシーロフ                         |      |
| 軽巡洋艦 | アヴローラ、プロフィンテルン、チェルヴォナ・ウクライナ                     |      |
| 駆逐艦   | ヴォイコフ、レニングラード、モスクワ、グネフヌイ、グロームキイ、ボーイキイ |      |
| 潜水艦   | L-3、Shch-205、S-3、ベズボージュニク                                       |      |

大日本帝国海軍
| 艦種       | 艦名                                 | 備考                          |
| ---------- | ------------------------------------ | ----------------------------- |
| 戦艦       | 扶桑、長門                           |                               |
| 巡洋戦艦   | 金剛、比叡                           |                               |
| 空母       | 赤城、加賀、飛龍                     |                               |
| 軽空母     | 鳳翔                                 |                               |
| 水上機母艦 | 千代田                               | 千代田はKickStarter寄付者特典 |
| 重巡洋艦   | 青葉、 妙高、足柄、高雄、熊野、筑摩  |                               |
| 軽巡洋艦   | 天龍、北上、夕張、那珂               | 北上はKickStarter寄付者特典   |
| 駆逐艦     | 神風、長月、吹雪、雷、子日、時雨、霞 |                               |
| 潜水艦     | 伊7、伊8                             |                               |

ドイツ海軍
| 艦種     | 艦名 | 備考                                  |
| -------- | --- | ------------------------------------- |
| 戦艦     | シャルンホルスト、グナイゼナウ、シュレスヴィヒ・ホルシュタイン、ビスマルク                                     |                                       |
| 重巡洋艦 | ドイッチュラント、アドミラル・シェーア、アドミラル・グラーフ・シュペー、アドミラル・ヒッパー                   |                                       |
| 軽巡洋艦 | エムデン、ケルン、ニュルンベルク                                                                               | ニュルンベルクはKickStarter寄付者特典 |
| 駆逐艦   | レーベレヒト・マース、テオドール・リーデル、ハンス・ロディ、ディーター・フォン・レーダー、ハンス・リューデマン |                                       |
| 潜水艦   | U-29、U-37 |                                       |
| 武装商船 | アトランティス                                                                                                 |                                       |

イタリア海軍
| 艦種     | 艦名                                                                                                 | 備考                          |
| -------- | --- | ----------------------------- |
| 戦艦     | コンテ・ディ・カブール、ジュリオ・チェザーレ、カイオ・ドゥイリオ                                     |                               |
| 重巡洋艦 | サン・ジョルジョ、ポーラ、ボルツァーノ、ゴリツィア                                                   | ポーラはKickStarter寄付者特典 |
| 軽巡洋艦 | エマヌエレ・フィリベルト・デュカ・ダオスタ、エウジェニオ・ディ・サヴォイア、ジュゼッペ・ガリバルディ |                               |
| 駆逐艦   | エスペロ、アントニオット・ウゾディマーレ、ランポ、マエストラーレ、カミチア・ネーラ、カラビニエーレ   |                               |
| 潜水艦   | アクスム、アルキメーデ                                                                               |                               |
| 練習船   | アメリゴ・ヴェスプッチ                                                                               |                               |

### 中堅勢力
七大陣営以外の勢力。
オランダ海軍
| 艦種     | 艦名         | 備考                  |
| -------- | ------------ | --------------------- |
| 軽巡洋艦 | デ・ロイテル | KickStarter寄付者特典 |

ポーランド海軍
| 艦種   | 艦名                     | 備考                            |
| ------ | ------------------------ | ------------------------------- |
| 駆逐艦 | ヴィヘル、ブリスカヴィカ | ヴィヘルはKickStarter寄付者特典 |
| 潜水艦 | オジェウ                 |                                 |

スペイン海軍
| 艦種     | 艦名       | 備考                  |
| -------- | ---------- | --------------------- |
| 重巡洋艦 | カナリアス | KickStarter寄付者特典 |
| 軽巡洋艦 | ガリシア   |                       |
| 駆逐艦   | ベラスコ   |                       |

トルコ海軍
| 艦種     | 艦名   | 備考 |
| -------- | ------ | ---- |
| 巡洋戦艦 | ヤウズ |      |